# Bilal Ag Acherif
Bilal Ag Acherif (em árabe: بلال أغ الشريف) (nascido em 1977 na região de Kidal, Mali, sobrenome escrito alternativamente Cherif) é o secretário-geral do Movimento Nacional para a Libertação de Azawad (MNLA) e presidente do, brevemente independente, Azawad  de abril a julho de 2012, antes que as Forças Armadas do Mali recapturassem muitas cidades e Azawad entrasse em colapso.